# Giulia Besa
Giulia Besa (Roma, 2 febbraio 1990) è una scrittrice italiana.

## Biografia
Nasce a Roma nel 1990. Si diploma al liceo classico Pilo Albertelli e frequenta la facoltà di Giurisprudenza presso l'Università La Sapienza di Roma.
Esordisce nel 2011 per Einaudi Stile Libero con il romanzo urban fantasy Numero sconosciuto che viene selezionato tra i sei finalisti del Torneo Letterario 2011 di Esor-dire.
Negli anni successivi pubblica romanzi e racconti per Sperling & Kupfer, Giunti, Antonio Tombolini Editore, e l'iniziativa Storiebrevi del Gruppo Editoriale L’Espresso.
Al momento collabora con Agenzia Duca tenendo corsi di editing, cover design e AI.

## Opere

### Romanzi
- Numero sconosciuto, Einaudi Stile Libero, 2011, ISBN 9788806207069.
- Raccontami ancora di noi, Sperling & Kupfer, 2015, ISBN 9788820057558.
- Il cattivo ragazzo che voglio, Giunti, 2016, ISBN 9788809859333.
- Con te al di là del mare, Giunti, 2017, ISBN 9788809838581.
- Gemelle, Giunti, 2018, ISBN 9788809848801.
- Streghette! Volume 1, illustrazioni di Manuel Preitano, Antonio Tombolini Editore collana Vaporteppa, 2018, ISBN 9788893372350.
- Il segreto del mio migliore amico, Giunti, 2019, ISBN 9788809868939.
- Il cattivo ragazzo che amo, Rizzoli, 2019, ISBN 9788817141888.
- Il cattivo ragazzo che scelgo, Rizzoli, 2021, ISBN 9788817147583.
- Devil. Agnese e il Male, De Agostini, 2021, ISBN 9788851185008.
- La mia migliore amica Neko, Piemme, 2024, ISBN 9788856689228.
- One last challenge, Giunti, 2025, ISBN 9791223200261.

### Racconti
- Il senso di Kitty per il tonno in Cinque storie sull’allegria, Gruppo Editoriale L’Espresso, 2013, ISBN 9788883712258.
- Kitty e l’Ordine della Pernice in Sei racconti fantastici, Gruppo Editoriale L'Espresso, 2013, ISBN 9788883713897.
- Miao! in  Horror Lovers, Cordero Editore, 2013, ISBN 9788898130047.
- La Gatta degli Haiku, Antonio Tombolini Editore collana Vaporteppa, 2014, ISBN 9788898924301.
- Precipitando dal Monte Orsaro in Storie in Comune. Pontremoli, Carte Amaranto, 2023, ISBN 9788894679861.

## Premi e riconoscimenti
2017 - Premio letterario Racalmare Leonardo Sciascia - scuola 10º edizione per Con te al di là del mare.
2019 - Premio Bancarellino 62º edizione per Gemelle.
2020 - Civica benemerenza del Comune di Pontremoli.